# Jaume Font i Monteros
Jaume Font i Monteros   (Porreres, 1856 - 1933) va ser un metge i polític mallorquí.

## Activitat científica
Font i Monteros va estudiar medicina a la Universitat de Barcelona on d'entre altres professors rebé lliçons de Rafael Rodríguez Méndez. El 1909 entra a la Reial Acadèmia de Medicina de Palma llegint una lliçó titulada "Cateterismo uretro-vesical en el hombre, ó, Requisitos indispensables para sondar bien". El 1910 és nomenat vocal de la Junta Provincial de Sanitat. El Col·legi Oficial de Metges de les Illes Balears el nomena president el 1913 i ho conservà fins a l'any següent. Poc després també va ser president de la Reial Acadèmia de Medicina de Palma en diverses ocasions.

## Activitat política
Jaume Font i Monteros va ser nomenat batle de Palma l'any 1905 pel Partit Liberal. Durant el seu mandat es varen organitzar unes colònies escolars i també recomanà que no s'emetessin fums per poder observar clarament un eclipsi solar total.
L'escissió que provocà entre els liberals mallorquins l'entrada de Joan March en política provocà l'alineament de Font i Monteros al costat del general Weyler. Fins i tot arribà a presidir el Partit Weylerista.
Un carrer de Palma porta el seu nom.
| Precedit per: Antoni Planas | Batle de Palma 1905-1906 | Succeït per: Bernat Calvet |